# Rutilia media
Rutilia media là một loài ruồi trong họ Tachinidae.